# Community Shield 2015
Community Shield 2015 byl 93. ročník anglického fotbalového superpoháru, ve kterém se každoročně střetávají vítězové předešlého ročníku Premier League a FA Cupu. Utkání se zúčastnil Arsenal, vítěz FA Cupu 2014/15, a Chelsea, ligový mistr ze sezony 2014/15. Pro Arsenal byla účast v tomto ročníku celkem dvacátá první v jeho historii, kdežto Chelsea nastoupila k celkem jedenáctému utkání. Duel se uskutečnil 2. srpna 2015 na stadionu Wembley v Londýně, v jehož hledišti zápasu přihlíželo 85 437 diváků. Utkání skončilo výsledkem 1:0 ve prospěch Arsenalu, který se stal po čtrnácté ve své historii držitelem anglického superpoháru.
V dresu Arsenalu debutoval český brankář Petr Čech, který do severolondýnského celku přestoupil před začátkem sezony právě z Chelsea. Kapitán mužstva Mikel Arteta a druhý nejlepší střelec předchozí sezony Olivier Giroud začali utkání na lavičce náhradníků. Chelsea nastoupila bez svého útočníka Diega Costy, kterého nahradil v základní jedenáctce Loïc Rémy. O jediný gól utkání se postaral v polovině prvního poločasu záložník Arsenalu Alex Oxlade-Chamberlain, díky čemuž jeho mužstvo dokázalo Chelsea porazit poprvé po více než třech letech a manažer Arsène Wenger zaznamenal první vítězství nad svým protějškem José Mourinhem.

## Pozadí utkání

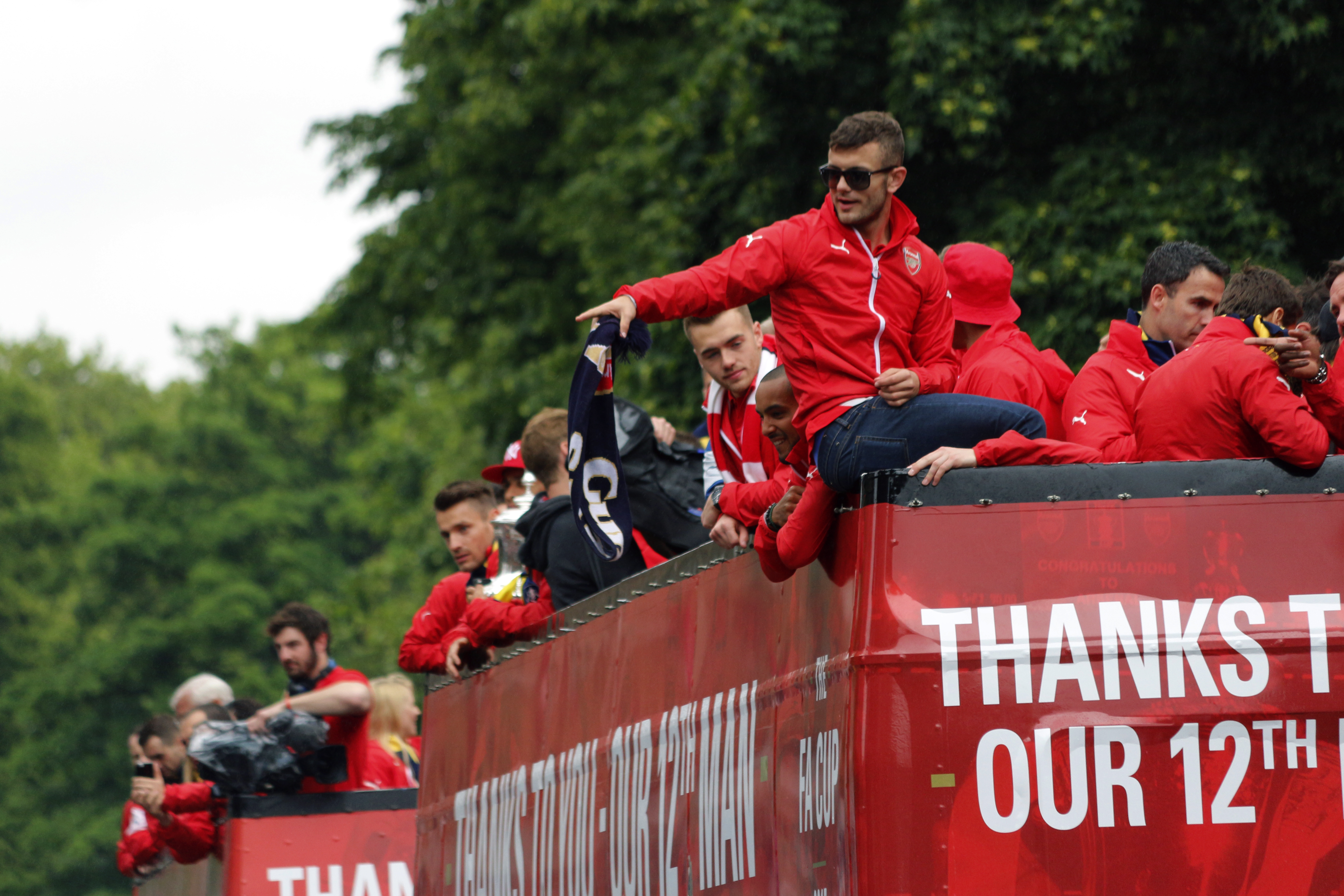
Arsenal během oslavy zisku FA Cupu, který mu zaručil účast v Community Shield 2015

Prvním účastníkem superpohárového klání byla Chelsea, která si účast zajistila díky vítězství v předcházejícím ročníku Premier League. Pro klub to byl čtvrtý ligový titul za posledních deset let a třetí pod vedením manažera José Mourinha. Druhým týmem v tomto ročníku Community Shield byl Arsenal, jenž získal v sezoně 2014/15 FA Cup po výhře 4:0 ve finálovém utkání nad Aston Villou. Arsenal tak zaznamenal dvanáctou výhru v této pohárové soutěži a stal se historicky nejúspěšnějším týmem FA Cupu, když překonal dosavadní rekord Manchesteru United.
Chelsea se do Community Shield kvalifikovala pojedenácté ve své historii, předtím naposledy v roce 2012, kdy podlehla Manchesteru United. Vítězně z předchozích utkání vyšla čtyřikrát, a to v letech 1955, 2000, 2005 a 2009. Arsenal byl v této statistice úspěšnější. Tento ročník si na své konto připsal dvacátý první start a ve své historii pozvedl trofej již třináctkrát, naposledy v předchozím ročníku, kdy v utkání s Manchesterem City zvítězil 3:0. Oba kluby – Chelsea s Arsenalem – se v superpoháru střetly pouze jednou, a to v roce 2005, kdy zvítězila Chelsea 2:1. Do utkání v roce 2015 vstupovala Chelsea v roli favorita, neboť s Arsenalem naposledy prohrála roku 2011 a manažer Arsenalu Arsène Wenger nedokázal svého protějška José Mourinha porazit v žádném ze třinácti vzájemných zápasů. Mourinho před utkáním řekl novinářům, že by takovou sérii bez vítězství nad svým soupeřem nemohl tolerovat: „Chtěl bych na to znát odpověď, ne kvůli mentálnímu bloku, ale kvůli tomu, abych se pokusil nalézt řešení, které by pomohlo mému týmu to překonat – pokusit se najít jiný způsob, pokusit se najít důvody, proč vše jde vždycky proti mému týmu.“ V rozhovoru rovněž bagatelizoval významnost utkání, neboť jeho soupeř sice v předchozím roce vyhrál FA Cup, ale v lize skončil až na třetím místě.
Zápas byl v Anglii vysílán televizní stanicí BT Sport 2, která získala práva na vysílání anglického superpoháru v roce 2013. V České republice živý přenos zprostředkoval sportovní kanál Nova Sport.

## Zápas

### Nominace

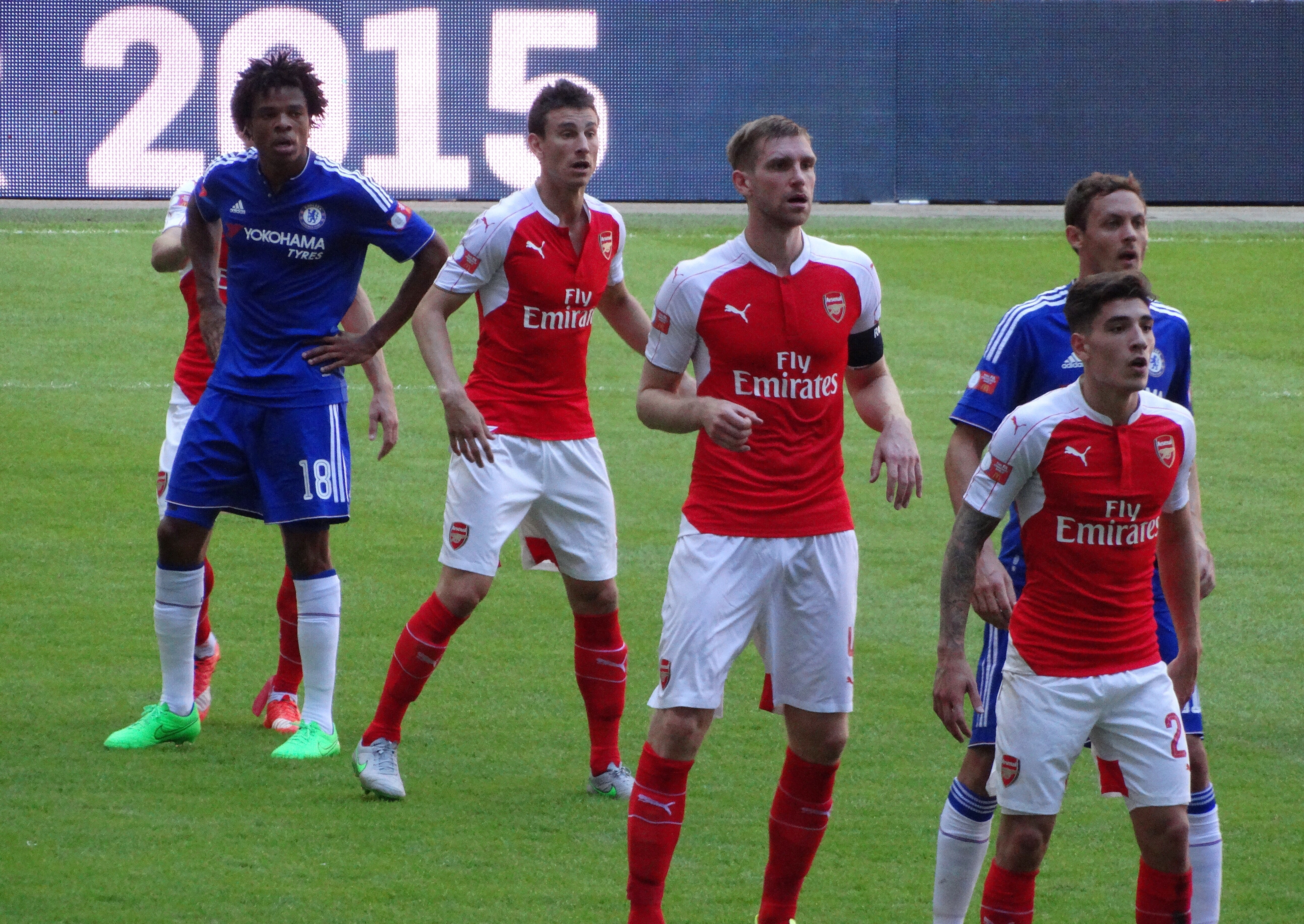
Loïc Rémy (vlevo), Nemanja Matić (druhý zprava) a obránci Arsenalu

Chelsea nastoupila v předpokládaném rozestavení 4-2-3-1 s ofenzivními záložníky Willianem a Edenem Hazardem, kteří měli za úkol podporovat osamoceného útočníka Loïca Rémyho, jenž v základní sestavě nahradil zraněného Diega Costu. Střed zálohy tvořilo duo Francesc Fàbregas a Nemanja Matić. Na postu stoperů nastoupili kapitán John Terry a Gary Cahill, jehož start byl podle manažerových slov nejistý. Arsenal v utkání zvolil stejné rozestavení jako Chelsea. Na hrotu operoval osamocený Theo Walcott, jenž byl ze zálohy podporován Mesutem Özilem hrajícím na pozici tvůrce hry. V předpokládané sestavě chyběl záložník Jack Wilshere, který si během tréninku poranil kotník. V nominaci rovněž absentoval nejlepší střelec předchozí sezony Alexis Sánchez, jenž měl kvůli reprezentačním povinnostem na Copa América prodlouženou dovolenou. Svůj debut v dresu Arsenalu si odbyl brankář Petr Čech, který do svého nového působiště zamířil před sezonou právě z Chelsea.

### První poločas
Oba týmy nastoupily do utkání ve své domácí sadě dresů, Chelsea v modré, a Arsenal v červeno bílé kombinaci. Hráči Chelsea, kteří hráli v prvním poločase při pohledu z hlavní tribuny zprava doleva, se postarali o rozehrání zápasu. Ihned po tomto aktu však Matić ztratil míč, který vybojoval Theo Walcott, a z následného útoku, jenž byl zakončen centrem do pokutového území, vzniklo první ohrožení branky Chelsea, které vyřešil vyboxováním míče brankář Courtois. Již na začátku utkání vznikly na obou stranách sporné situace. Nejprve byl v šesté minutě faulován na polovině Chelsea Francis Coquelin, avšak rozhodčí Anthony Taylor se rozhodl zákrok nepískat. Krátce poté byl v pokutovém území Arsenalu po kontaktu s Perem Mertesackerem sražen k zemi Cesc Fàbregas, ale i v tomto případě sudí hru nepřerušil. Chelsea postupně získala převahu v držení míče a vybojovala dva rohové kopy, avšak žádný z nich branku Petra Čecha neohrozil. V 17. minutě se při útočném průniku Nacha Monreala zranil obránce Chelsea Cahill, který se při odkopu balónu srazil se svým spoluhráčem a upadl tváří na zem, čímž si přivodil krvácení z nosu, což si vyžádalo ošetření klubovými lékaři. Ve 22. minutě byl faulován Santi Cazorla, a z následného přímého kopu ohrozil Courtoisovu branku Walcott.
Ve 24. minutě vstřelil Arsenal jediný gól utkání. Nejprve Walcott ze středu hřiště přihrál na pravou stranu pokutového území Oxlade-Chamberlainovi, který rychlým pohybem obehrál levého obránce Césara Azpilicuetu, a přesnou střelou do levého horního rohu překonal Thibauta Courtoise. Chelsea obdržela od Arsenalu první gól po více než pěti utkáních, konkrétně po 506 minutách. Většina akcí v prvním poločase byla vedena skrz střed hřiště, ve kterém se na straně Chelsea snažil udržovat tempo hry Fàbregas. Arsenal se naopak pokoušel donutit svého oponenta k přímějšímu stylu hry a při jeho ztrátách rychle přecházel do protiútoků. O vyrovnání se v 33. minutě pokusil střelou zdálky Ramires, ale jeho pokus těsně minul branku. Ramires se dostal k ohrožení branky ještě jednou, když po přihrávce od svého spoluhráče Rémyho hlavičkoval vysoko nad bránu. Arsenal se pokusil o navýšení skóré čtyři minuty před poločasem, kdy Alex Oxlade-Chamberlain našel svým centrem Monreala, který však hlavičkou mířil mimo branku.

### Druhý poločas

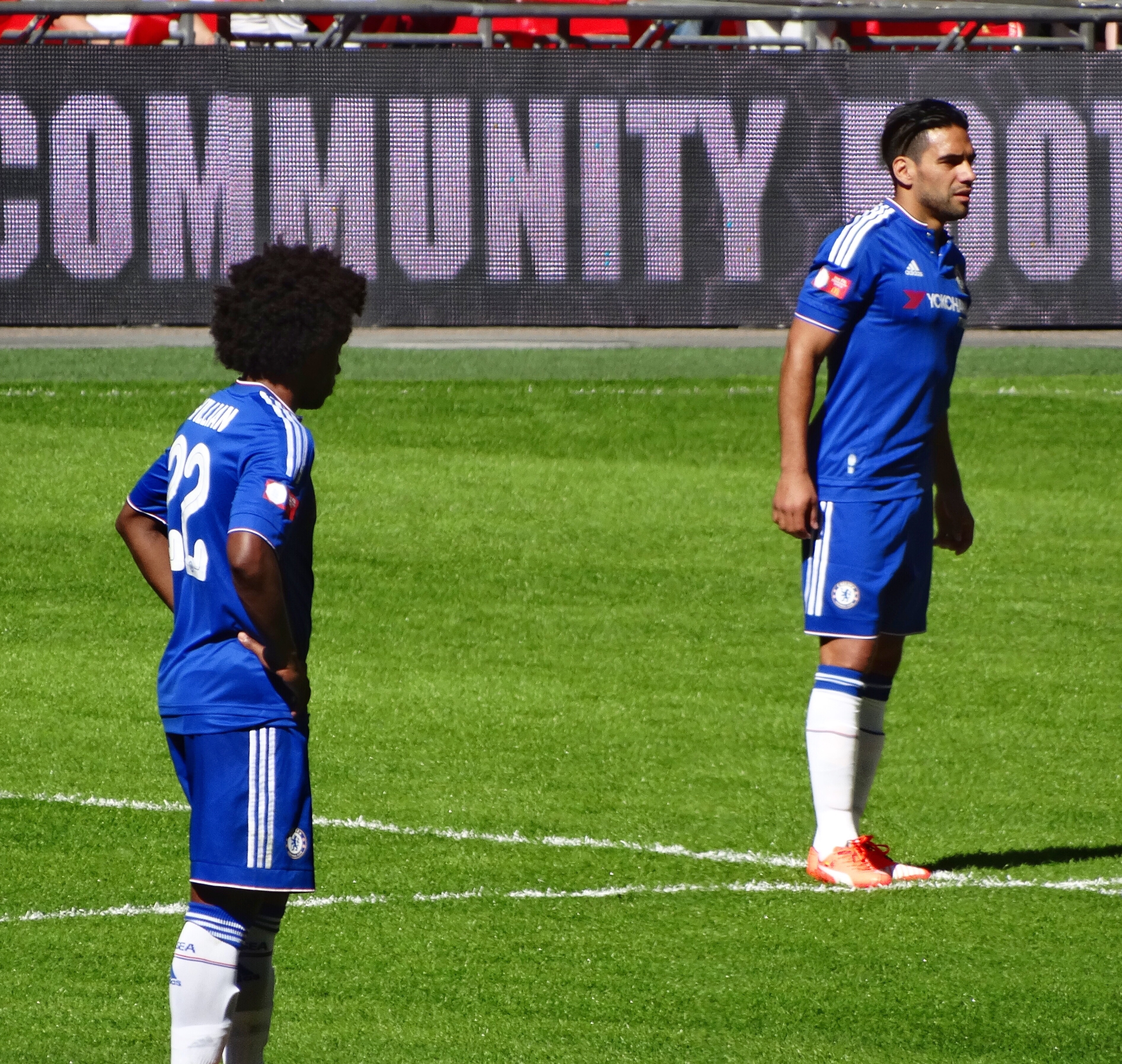
Willian (vlevo) a Radamel Falcao

Během poločasové přestávky se manažer José Mourinho rozhodl pro střídání. Hrací plochu opustil Rémy, kterého nahradil Radamel Falcao, jenž se hned v 48. minutě uvedl zblokovanou střelou. V úvodu druhého poločasu si však více náznaků šancí vypracoval Arsenal. V 50. minutě se Santi Cazorla pokoušel přihrávkou nalézt Walcotta, ale obránci Chelsea ji zachytili. O dvě minuty později hledal Coquelin svým centrem za obrannou linii Mesuta Özila, avšak přihrávka byla příliš dlouhá. V 53. minutě Chelsea provedla druhé střídání v utkání. Ze hřiště odešel Ramires, jehož nahradil jeho krajan Oscar. Blízko vyrovnání byla Chelsea v 61. minutě, kdy Fàbregas přesnou přihrávkou uvolnil svého spoluhráče Edena Hazarda, který se ocitl sám před Čechem, avšak svojí prudkou střelu poslal vysoko nad branku. První žlutou kartu utkání obdržel v 65. minutě Azpilicueta, který se držením za dres snažil zastavit rychlý útok Oxlade-Chamberlaina. V 69. minutě byl Azpilicueta vystřídán Kurtem Zoumou. O čtyři minuty dříve střídal poprvé i Arsenal. Ze hřiště odešel Theo Walcott, jehož nahradil Olivier Giroud.
Další výraznou šanci si Chelsea připsala z přímého kopu, který byl nařízen po Coquelinově faulu, ze nějž obdržel francouzský záložník žlutou kartu. Rozehrávky tohoto kopu se ujal Oscar a jeho střelu do levého horního rohu musel Petr Čech akrobatickým zákrokem vyrazit. V 74. minutě ohrozil bránu Arsenalu Zouma, který však svojí střelu hlavou umístil pouze doprostřed branky. Arsenal v rozmezí pěti minut vystřídal dva hráče. Nejdříve v 77. minutě posílil střed pole Mikel Arteta, který nahradil Oxlade-Chamberlaina, a následně v 82. minutě vystřídal Kieran Gibbs Mesuta Özila. Poslední výměnu hráčů provedla v 82. minutě i Chelsea, která se rozhodla posílit útok, a tak na hrací plochu přišel Victor Moses, jenž nahradil kapitána Johna Terryho. Mourinho tak zvolil hru s pouze třemi obránci. V 86. minutě si Arsenal připsal poslední velkou šanci utkání, když nejprve sám před gólmanem neuspěl Cazorla, a následující dorážka Aarona Ramseyho byla zblokována na roh. Rozhodčí Taylor k základní hrací době nastavil čtyři minuty, avšak skóre zápasu se již nezměnilo. Arsenal vyhrál 1:0 a získal Community Shield pro rok 2015.

### Detaily utkání
| 2. srpna 2015 16:00 SELČ |        |            |                                                         |
| Arsenal FC               | 1 : 0  | Chelsea FC | Wembley, Londýn diváci: 85 437 rozhodčí: Anthony Taylor |
| Oxlade-Chamberlain 24'   | Report |            | Wembley, Londýn diváci: 85 437 rozhodčí: Anthony Taylor |

| Arsenal FC | Chelsea FC |

| GK            | 33 | Petr Čech               |     |     |
| RB            | 24 | Héctor Bellerín         |     |     |
| CB            | 4  | Per Mertesacker         |     |     |
| CB            | 6  | Laurent Koscielny       |     |     |
| LB            | 18 | Nacho Monreal           |     |     |
| DM            | 34 | Francis Coquelin        | 67' |     |
| CM            | 19 | Santi Cazorla           |     |     |
| RW            | 15 | Alex Oxlade-Chamberlain |     | 77' |
| AM            | 16 | Aaron Ramsey            |     |     |
| LW            | 11 | Mesut Özil              |     | 82' |
| CF            | 14 | Theo Walcott            |     | 66' |
| Náhradníci:   |    |                         |     |     |
| GK            | 26 | Damián Martínez         |     |     |
| DF            | 2  | Mathieu Debuchy         |     |     |
| DF            | 3  | Kieran Gibbs            |     | 82' |
| DF            | 5  | Gabriel Paulista        |     |     |
| MF            | 8  | Mikel Arteta            |     | 77' |
| FW            | 12 | Olivier Giroud          |     | 66' |
| FW            | 45 | Alex Iwobi              |     |     |
| Trenér:       |    |                         |     |     |
| Arsène Wenger |    |                         |     |     |

| GK            | 13 | Thibaut Courtois   |     |     |
| RB            | 2  | Branislav Ivanović |     |     |
| CB            | 24 | Gary Cahill        |     |     |
| CB            | 26 | John Terry         |     | 82' |
| LB            | 28 | César Azpilicueta  | 65' | 69' |
| CM            | 7  | Ramires            |     | 54' |
| CM            | 21 | Nemanja Matić      |     |     |
| RM            | 4  | Francesc Fàbregas  |     |     |
| AM            | 22 | Willian            |     |     |
| LM            | 10 | Eden Hazard        |     |     |
| CF            | 18 | Loïc Rémy          |     | 46' |
| Náhradníci:   |    |                    |     |     |
| GK            | 1  | Asmir Begović      |     |     |
| DF            | 5  | Kurt Zouma         |     | 69' |
| DF            | 8  | Oscar              |     | 54' |
| MF            | 11 | Juan Cuadrado      |     |     |
| MF            | 12 | John Obi Mikel     |     |     |
| MF            | 20 | Victor Moses       |     | 82' |
| FW            | 9  | Radamel Falcao     |     | 46' |
| Trenér:       |    |                    |     |     |
| José Mourinho |    |                    |     |     |

| Asistenti rozhodčího: Gary Beswick John Brooks Čtvrtý rozhodčí: Roger East |

### Statistiky
| Statistika      | Arsenal | Chelsea |
| --------------- | ------- | ------- |
| Vstřelené góly  | 1       | 0       |
| Držení míče     | 43,4 %  | 56,6 %  |
| Střely na bránu | 5       | 2       |
| Střely mimo     | 6       | 12      |
| Rohové kopy     | 4       | 4       |
| Fauly           | 12      | 11      |
| Zachycení       | 21      | 13      |
| Ofsajdy         | 0       | 6       |
| Žluté karty     | 1       | 1       |
| Červené karty   | 0       | 0       |

## Po zápase

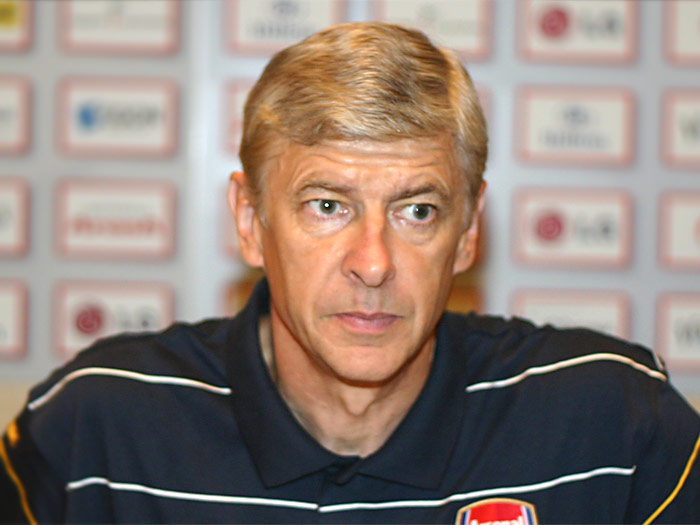
Arsène Wenger

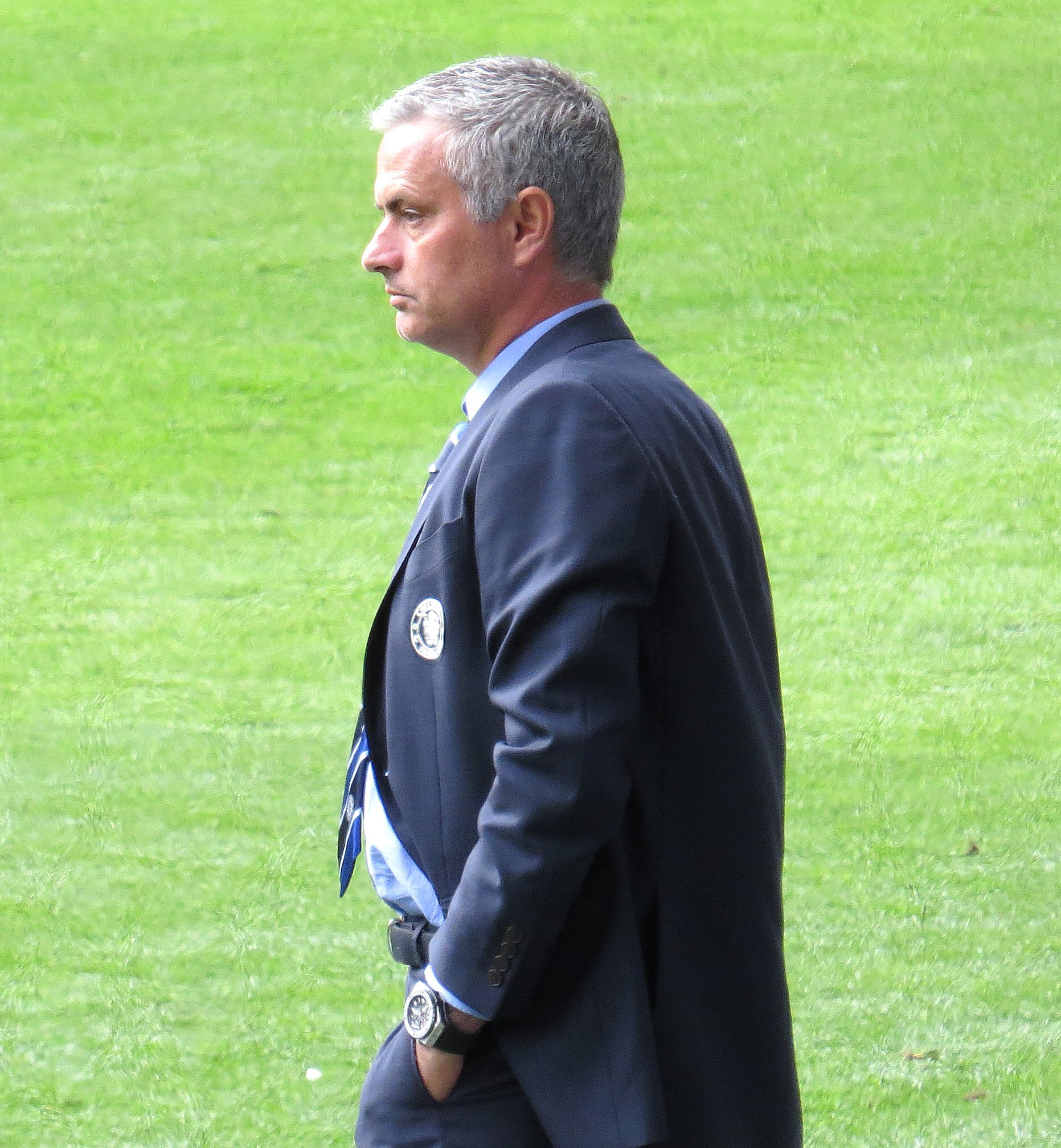
José Mourinho

Po závěrečném hvizdu rozhodčího si manažeři obou celků Arsène Wenger a José Mourinho nepodali ruce. Mourinho následně po slavnostním předání medailí a vítězné trofeje pogratuloval jednotlivě všem hráčům Arsenalu, avšak Wenger se svému trenérskému protějšku vyhnul. Na následné dotazy směřující na tento incident Mourinho odpověděl: „Potřásl jsem si rukou s každým, kdo přímo přede mnou opouštěl schody.“ Wenger se k inkriminovanému okamžiku vyjádřil následovně: „Po dnešním utkání jsem si s pár lidmi potřásl rukou, není tu nic speciálního.“
V pozápasovém rozhovoru Mourinho ocenil Arsenal za jeho defenzivní přístup a organizaci, avšak podle svých slov cítil, že lepší tým prohrál, neboť Chelsea si vypracovala více šancí a ukázala větší iniciativu. Podle něj Arsenal rezignoval na svojí útočnou filosofii a zaměřil se pouze na protiútoky. Wenger připustil, že jeho tým hrál opatrně, avšak odmítl výrok, podle kterého upustili od svého stylu hraní. „Zvládli jsme naše utkání díky jednotnosti a sounáležitosti, dobrému bránění a dobrému útočení,“ řekl Wenger. Manažer Arsenalu cítil, že vítězství nad Chelsea znamená pro jeho svěřence psychologickou vzpruhu před začátkem nové sezony. Naopak nepřikládal vůbec žádnou důležitost faktu, že poprvé ve své kariéře porazil tým svého protějška José Mourinha.
Oba manažeři se shodli na špatné kvalitě hrací plochy. Mourinho se o hřišti vyjádřil následovně: „Bylo katastrofální… příliš špatné a příliš pomalé.“ Mluvčí fotbalové asociace řekl: „Budeme i nadále zlepšovat kvalitu hřiště, v což máme plnou důvěru. Momentálně je to dané tím, že je hrací plocha kvůli letní koncertní sezoně a dřívějšímu startu fotbalové sezony méně vyzrálá, než bychom si přáli“.
Kapitán Chelsea John Terry byl výsledkem zklamán: „Nezáleží na tom, jestli se jedná o přátelské utkání či o Community Shield, jde o trofej.“ Při výčtu pozitiv utkání se zaměřil na zvyšující se kondici svých spoluhráčů. Zástupce kapitána Arsenalu Per Mertesacker byl potěšen s výkonem svého týmu a označil utkání za vrchol jejich předsezónní přípravy.